# Couque de Dinant

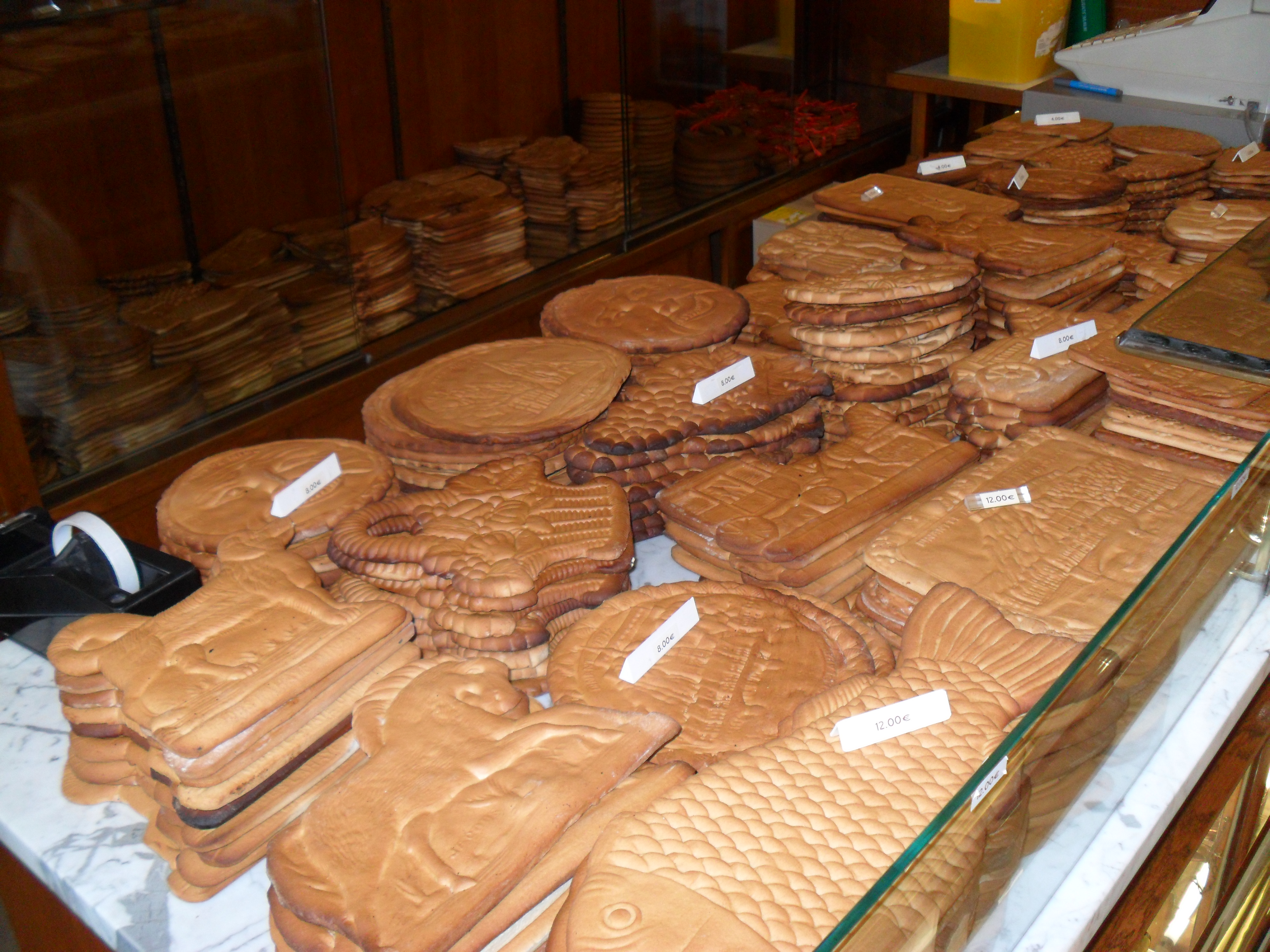
Couques de Dinant en una panadería de Dinant.

La Couque de Dinant (en español: Galleta de Dinant) es un bizcocho dulce extremadamente duro originario de la ciudad de Dinant en la región de Wallonia, sur de Bélgica.

## Preparación
Las couques se preparan con solo dos ingredientes: harina de trigo y miel en partes iguales por peso, y nada más, ni siquiera agua o levadura. La masa se coloca en un molde de madera tallada de árbol de peral, nogal o haya. Los moldes tienen tallado una gran variedad de formas, tales como animales, motivos florales, personas o paisajes.
La galleta o bizcocho es luego desmoldado y colocado en una plancha metálica en un horno precalentado a 300 °C donde se deja por 15 minutos, para que la miel se caramelice. Una vez fría, la galleta queda muy dura, y se la puede guardar por tiempo indefinido. Por ello las couques se pueden utilizar como decoración, ornamentos del árbol de Navidad, o para conmemorar ocasiones especiales.
En una variante denominada couque de Rins se le agrega azúcar a la masa. Por ello es más dulce y más blanda.

## Consumo

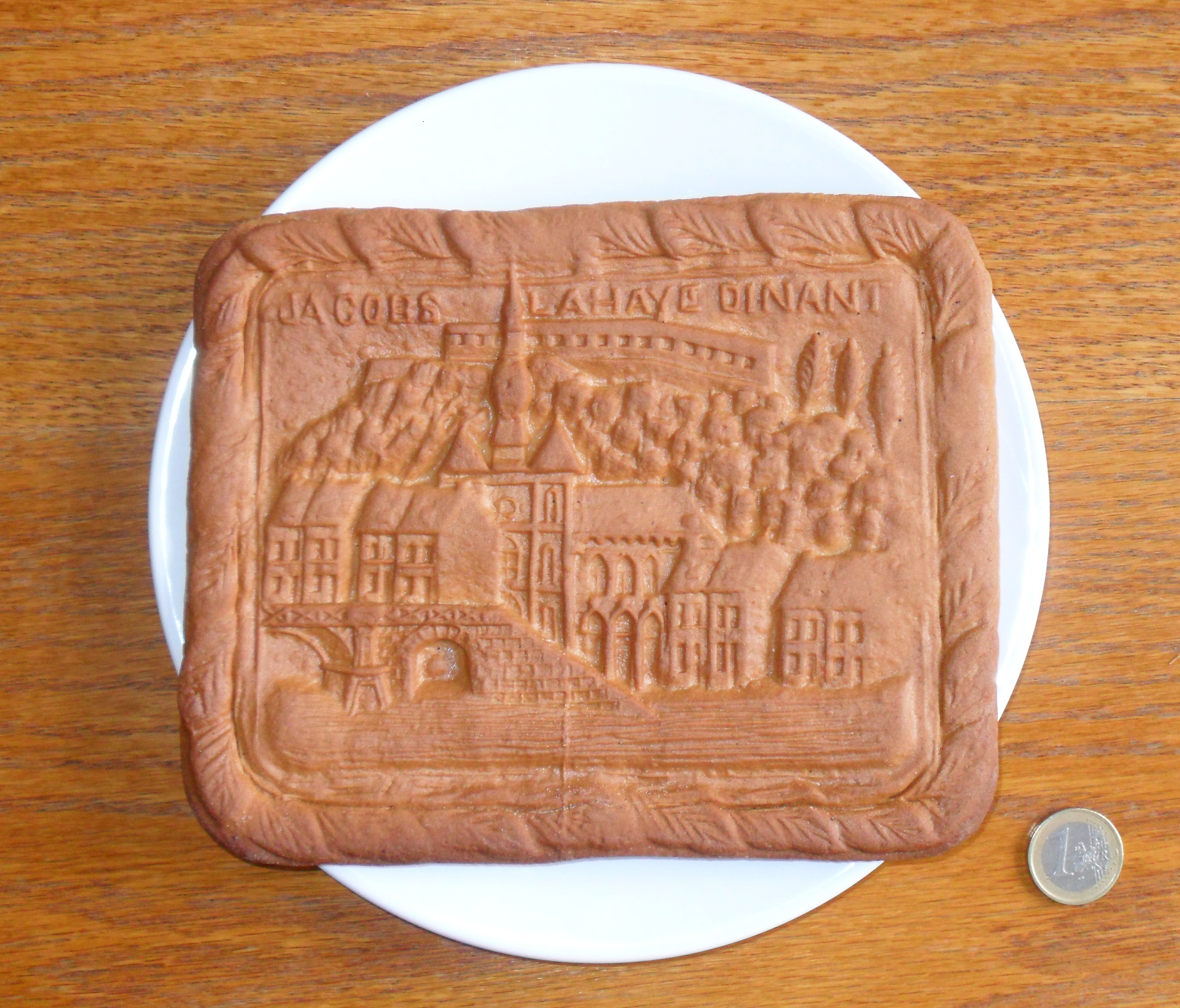
Las Couques de Dinant pueden ser bastante grandes. En la fotografía se muestra una relativamente pequeña contra una moneda de 1 euro para apreciar su tamaño. El diseño es una vista de Dinant.

A causa de su dureza extrema y gran tamaño, las couques de Dinant no deben ser mordidas directamente. En cambio se las debe partir en trozos pequeños y luego se las coloca en la boca dejando que se disuelvan o mojándolas en café. Tradicionalmente se les da Couques de Dinant a los bebés cuando les están saliendo los dientes.
Si bien las panaderías de Dinant tienen un gran volumen de ventas durante la temporada de verano con los turistas, el consumo de couques es mayor cerca del Día de San Nicolás en diciembre. En esta época del año, se las vende y consume por toda Bélgica.

## Origen
Una leyenda popular si bien poco creíble afirma que las couques fueron creados durante el asedio de Dinant en 1466 por Carlos el Temerario durante las Guerras de Lieja. Los ciudadanos estaban desesperados y solo contaban con harina y miel para alimentarse, por lo que recurrieron a preparar masa utilizando únicamente esos dos ingredientes. Dado que la masa era tan firme, se tuvo la idea de imprimir en ella el negativo de dinanderie (trabajos de ornamentación local en bronce), y de esta forma comenzó la tradición de producir galletas con diseños impresos.
Es mucho más probable que las couque comenzaron a ser elaboradas en algún momento en el siglo XVIII, si bien las circunstancias exactas de su invención se desconocen.